# Yūki Yamaguchi
Yūki Yamaguchi (山口 有希, Yamaguchi Yūki), né le 22 février 1984 à Maizuru, est un athlète japonais spécialiste du 400 mètres. 

## Carrière

### Palmarès
| Année | Compétition                  | Lieu     | Résultat | Epreuve   | Performance   |
| ----- | ---------------------------- | -------- | -------- | --------- | ------------- |
| 2002  | Championnats du monde junior | Kingston | 3e       | 4 x 400 m | 3 min 05 s 80 |
| 2003  | Championnats d’Asie          | Manille  | 3e       | 400 m     | 46 s 18       |
| 2003  | Championnats d’Asie          | Manille  | 2e       | 4 x 400 m | 3 min 03 s 59 |
| 2004  | Jeux olympiques              | Athènes  | 4e       | 4 x 400 m | 3 min 00 s 90 |
| 2005  | Universiade                  | Izmir    | 3e       | 400 m     | 46 s 15       |
| 2005  | Universiade                  | Izmir    | 2e       | 4 x 400 m | 3 min 03 s 20 |

### Records
| Épreuve    | Performance | Lieu    | Date            |
| ---------- | ----------- | ------- | --------------- |
| 400 mètres | 45 s 18     | Fukuroi | 23 octobre 2003 |